# Mesnil-Bruntel
Mesnil-Bruntel település Franciaországban, Somme megyében. Lakosainak száma 289 fő (2022. január 1.). Mesnil-Bruntel Brie, Cartigny, Doingt, Estrées-Mons és Péronne községekkel határos.

## Népesség
A település népességének változása:
| Lakosok száma | 297  | 291  | 288  | 288  | 287  | 287  | 288  | 289  |
|               | 2013 | 2015 | 2017 | 2018 | 2019 | 2020 | 2021 | 2022 |